# The Smoker
The Smoker è un cortometraggio muto del 1910 diretto da Frank Powell.

## Trama
Dopo il matrimonio, George deve rinunciare al tabacco, vietatogli dalla moglie. Così, per poter indulgere al suo vizio, affitta un locale dove si ritira per passare qualche momento di libertà tra le volute di fumo.
Ma la sposina si interroga sulle frequenti e misteriose assenze del marito: cosa trova di così interessante fuori di casa che possa battere le seducenti attrattive di una giovane moglie?

## Produzione
Prodotto dalla Biograph Company, il film fu girato a Glendale in California.

## Distribuzione
Distribuito dalla Biograph Company, il film - un cortometraggio di 181 metri - uscì nelle sale cinematografiche statunitensi il 31 marzo 1910. Ne esistono ancora delle copie.
Nelle proiezioni, veniva programmato con il sistema dello split reel, accorpato in un'unica bobina con un altro cortometraggio prodotto dalla Biograph, la commedia His Last Dollar.